# Vote Is a Bullet
Vote Is a Bullet – szósty album studyjny polskiej grupy thrashmetalowej Virgin Snatch. Wydawnictwo ukazało się 16 listopada 2018 roku nakładem wytwórni Mystic Production.

## Lista utworów
1. „Intro” – 1:17
2. „Face In The Dirt” – 3:51
3. „Vote Is a Bullet” – 6:48
4. „Swarm Of Wild Bees” – 5:59
5. „Ineffective Grand Gestures” – 4:03
6. „Defending The Wisdom (Wisdom To Thrive)” – 4:24
7. „G.A.W.R.O.N.Y.” – 6:11
8. „Antipodes” – 6:13
9. „We Are Underground” – 10:31